# 孔查瓜

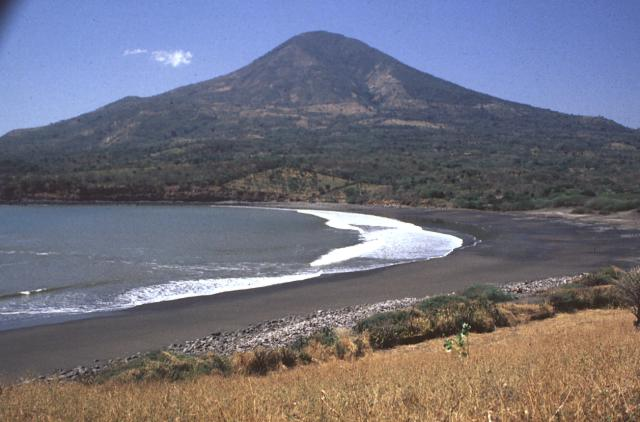

孔查瓜（西班牙語：Conchagua），是薩爾瓦多的城鎮，位於該國東部，由拉烏尼翁省負責管轄，面積200.64平方公里，海拔高度293米，2007年人口37,362，人口密度每平方公里186.21人。
13°18′N 87°52′W / 13.300°N 87.867°W